# Global Agenda
Global Agenda est un jeu vidéo de type jeu de rôle en ligne massivement multijoueur (MMORPG), édité et développé par Hi-Rez Studios. Il est sorti en février 2010 en Amérique du Nord.
Global Agenda est un jeu en anglais, gratuit (free to play). Son développement a commencé en 2005.

## Présentation
Le jeu se déroule au XXIIe siècle, où la technologie est omniprésente. Il mêle l'espionnage, l'infiltration et la stratégie dans un univers futuriste.

## Caractéristiques
- On peut avancer dans les niveaux grâce à des missions jouables en groupe ou en solo, en combattant des ennemis. Le gameplay du combat est très dynamique (visée à la première personne) et stratégique.
- Le créateur d'avatar est actuellement très bien développé, ce qui permet de rendre son personnage unique.
- Possibilité de se regrouper en agences pour faire des missions en équipes ou de participer à des combats contre d'autres agences.
- Monde très influencé par les actions des joueurs au sein des agences.

## Classes
Il existe quatre classes dans Global Agenda :
- Assault : Lourdement armé, toujours sur le front, doit se sacrifier pour son équipe (c'est une classe de tank).
- Robotic : Utilisant la technologie au combat, c'est une classe défensive.
- Recon : Combattant qui attaque à distance.
- Medic : Utilise des potions pour soigner ses alliés, des poisons pour empoisonner ses ennemis.